# 魏家桥乡
魏家桥乡是中国陕西省汉中市南郑区已撤消的一个乡。原为小云河乡、小魏家桥乡，2011年，汉中市人民政府向陕西省人民政府申请，将南郑县的塘口乡和魏家桥乡（原小云河乡）的店子、云河、梨树、干沟、纸房5个村，划入黄官镇。原小魏家桥乡的4个村与两河乡，组成新的两河镇。撤消时，魏家桥乡（原小云河乡）下辖5个村，面积102平方公里，人口1759人。魏家桥乡 (原小魏家桥乡）下辖4个村，面积42.74平方公里，人口1299人。政府驻地不详。

## 行政区划
魏家桥乡下辖以下行政区：
竹坝村、仰田窝村、郭家坪村、天台村、云河村、店子村、干沟村、纸房村、梨树村